# علی بکایی کریمی
علی بکایی کریمی (درگذشتهٔ ۲۳ خرداد ۱۴۰۴) فیزیک‌دان هسته‌ای ایرانی بود که در جریان حملات ۱۴۰۴ اسرائیل به ایران کشته شد.‌‌‌‌‌

## ترور
علی بکایی کریمی یکی از افرادی بود که در جریان حملات ۱۴۰۴ اسرائیل به ایران مورد هدف قرار گرفت و ترور شد.